# Säsong 1 av RuPauls dragrace
Säsong 1 av RuPauls dragrace, som har kommit att kallat för "Den förlorade säsongen" (The Lost Season) visades under våren 2009, med amerikansk premiär den 2 februari på Logo TV. 
Nio dragqueens hade valts ut för att tävla om att krönas till "America's Next Drag Superstar". Vinnaren av första säsongen vann även en livstidsförbrukning av MAC Cosmetics, fick vara ansikte åt en reklamkampanj för LA Eyeworks, medverka på en turné med Logo Drag Race, samt en prissumma på 20 000 dollar. En av de nio att tävla i RuPauls första dragrace valdes ut genom en öppen omröstning via programmets officiella webbplats. Denna plats fick Nina Flowers från Bayamón, Puerto Rico (då bosatt i Denver, Colorado). Nina Flowers vann sedan titeln Miss Congeniality. Temat som spelades under catwalken i varje avsnitt var låten "Cover Girl" från RuPauls album Champion.
Vinnare av denna första säsong av RuPauls dragrace blev BeBe Zahara Benet. I slutet av 2013, sände Logo en repris av första säsongen, då under titeln RuPaul's Drag Race: The Lost Season Ru-Vealed, med extra kommentarer av RuPaul.

## Tävlingsdeltagare
Drugorna som tävlade om att bli "America's Next Drag Superstar" i den första säsongen av RuPauls dragrace var:
(ålder och namn gäller tiden då tävlingen ägde rum)
| Tävlingsdeltagare          | Namn                | Ålder | Hemstad                  |
| -------------------------- | ------------------- | ----- | ------------------------ |
| Akashia                    | Eric Flint          | 24    | Cleveland, Ohio          |
| BeBe Zahara Benet          | Nea Marshall Kudi   | 30    | Minneapolis, Minnesota   |
| Jade                       | David Sotomayor     | 25    | Chicago, Illinois        |
| Nina Flowers               | Jorge Flores        | 34    | Bayamón, Puerto Rico     |
| Ongina                     | Ryan Ong Palao      | 26    | Los Angeles, Kalifornien |
| Rebecca Glasscock          | Javier Rivera       | 26    | Ft. Lauderdale, Florida  |
| Shannel                    | Bryan Watkins       | 29    | Las Vegas, Nevada        |
| Tammie Brown               | Keith Glen Schubert | 29    | Long Beach, Kalifornien  |
| Victoria "Porkchop" Parker | Victor Bowling      | 39    | Raleigh, North Carolina  |

## Avsnitt

### Avsnitt ett: Drag On A Dime
De nio drottningarna anländer i kostym och läser av konkurrensen. Kort därefter slängs de in i den första utmaningen: en plåtning med tema biltvätt, med fokus på sexappeal och till deras hjälp fick de posera med två manliga modeller. Fotograf för plåtningen var Mike Ruiz. Sen fick alla sminka av sig och för första gången såg de tävlande varandra ur drag, och Nina Flowers fick uppmärksamhet för sina tatueringar och frågan om Rebecca hade gjort plastikoperationer kom upp på tapeten.
Första huvudutmaningen bestod av att skapa en kreation av second hand-kläder och accessoarer från en budget-butik. När de tävlande drugorna mötte domarna, vilka i detta avsnittet utgjordes av Bob Mackie, Santino Rice, Mike Ruiz, Merle Ginsberg, och Ru själv, bedömdes de utifrån sina budget-skapelser och deras biltvätts-plåtningen. Efter catwalk-presentationerna förklarade Ru att Tammie, Jade, BeBe, och Shannel  satt säkert inför utslagningen. Ongina och Nina fick positiv kritik för deras prestationer, varpå Nina   vann veckans utmaning. De lägst presterande drugorna ansågs vara Akashia och Victoria, och Rebecca satt säkert. I slutet av avsnittet möttes Akashia och Victoria i en dragduell där de mimade för sitt liv. Låten de fick att mima till var RuPauls signaturmelodi "Supermodel."
Efter duellen blev det Akashia som fick andra chans i tävlingen, trots anmärkningar om dålig attityd, medan Victoria skickades hem med kritiken att hennes kreation saknade stil och på grund av hennes tveksamma potential att fungera som internationell dragartist.
- Utmaning: Sexig plåtning & second hand-återvinning.
- Veckans vinnare: Nina Flowers
- Lägst placerade: Akashia & Victoria Parker
- Låt till dragduellen: "Supermodel (You Better Work)" av RuPaul
- Utslagen: Victoria Parker

### Avsnitt två: Girl Groups
Kvarstående åtta drugor får en första utmaning att ge uttryck för specifika känslor och ta en selfie med varsin digitalkamera. Akashia och Ongina vinner denna miniutmaning, vilket gör dem till gruppledare i veckans utmaning: att bilda en tvättäkta tjejgrupp.
Ongina väljer Shannel, Nina, och Rebecca till sin grupp medan Akashia väljer BeBe och Jade och därefter får Tammie till sin grupp, och erkänner att hon inte önskade ha Tammie i sin tjejgrupp då deras personaligheter inte gick ihop och för att hon tyckte att Tammie var för knasig. Varje grupp skulle själva ansvara för hår, smink, kostym och koreografi till framförandet av en låt av Destiny's Child.
| Grupp                                          | Låt               |
| ---------------------------------------------- | ----------------- |
| Serving Fish (Ongina, Shannel, Nina & Rebecca) | Say My Name       |
| 3D (Akashia, BeBe, Jade & Tammie)              | Independent Women |

Frank Gatson och Michelle Williams är veckans gästdomare.
Under grupparbetet kör Akashia över sina lagkamrater och delegerar arbetsuppgifterna till dem medan hon själv gör så lite jobb som möjligt. Tammie blir frustrerad över Akashia och förklarar att konkurrensen tär på henne och får henne att ifrågasätta sin plats i tävlingen. I Onginas lag retar sig tjejerna på Shannel medan Shannel vill bestämma allt åt dem. De oroar sig också över att Onginas koreografi är alltför avancerad.
Grupperna framför sedan vardera nummer och domarna dömer Onginas grupp som den starka av de två, och Ongina blir veckans vinnare. I Akashias grupp anser domarna att BeBe och Jade stod ut från mängden medan Akashia var ett surt äpple med sin dåliga attityd och Tammie var inte i sitt rätta element. Under dragduellen, där det mimades till Michelle Williams låt "We Break The Dawn" gav Akashia ett skarpt intryck medan Tammie valde att inte mima alls. Därefter blir det Tammie som skickas hem, med intrycket att hon givit upp.
- Utmaning: Bilda tjejgrupper till musik av Destiny's Child
- Bästa grupp: Serving Fish (Nina, Ongina, Rebecca, Shannel)
- Veckans vinnare: Ongina
- Lägst placerade: Akashia & Tammie Brown
- Låt till dragduellen: "We Break the Dawn" av Michelle Williams
- Utslagen: Tammie Brown

## Mim-dueller
| Avsnitt | Lägst placerade   | Lägst placerade | Lägst placerade            | Låt                                          | Avsnitt                  |
| ------- | ----------------- | --------------- | -------------------------- | -------------------------------------------- | ------------------------ |
| 1       | Akashia           | mot             | Victoria "Porkchop" Parker | "Supermodel (You Better Work)" (RuPaul)      | Victoria Porkchop Parker |
| 2       | Akashia           | mot             | Tammie Brown               | "We Break the Dawn" (Michelle Williams)      | Tammie Brown             |
| 3       | Akashia           | mot             | Shannel                    | "The Greatest Love of All" (Whitney Houston) | Akashia                  |
| 4       | Jade              | mot             | Rebecca Glasscock          | "Would I Lie to You?" (Eurythmics)           | Jade                     |
| 5       | BeBe Zahara Benet | mot             | Ongina                     | "Stronger" (Britney Spears)                  | Ongina                   |
| 6       | Rebecca Glasscock | mot             | Shannel                    | "Shackles (Praise You)" (Mary Mary)          | Shannel                  |
| 8       | BeBe Zahara Benet | mot             | Nina Flowers               | "Cover Girl"" (RuPaul)                       | Nina Flowers             |

     Den tävlande slogs ut efter sin första mim-duell.
      Den tävlande slogs ut efter sin andra mim-duell.
     Den tävlande slogs ut efter sin tredje mim-duell.
     Den tävlande slogs ut i den sista mim-duellen för säsongen.